# کافه پرنس
کافه پرنس (کره‌ای: 커피프린스 1호점) یک مجموعهٔ ساخت کشور کرهٔ جنوبی در سال ۲۰۰۷ است. در این سریال یون اون هه، گونگ یو، لی سون کیون و چه جونگ آن نقش‌آفرینی کرده‌اند. این درام بر اساس رمانی به همین نام توسط لی سان‌می نوشته شده‌است. این مجموعهٔ در روزهای دوشنبه و سه‌شنبه‌ ساعت ۲۱:۵۵ (کی‌اس‌تی) از ۲ ژوئیهٔ تا ۲۸ اوت ۲۰۰۷ در ۱۷ قسمت از اِم‌بی‌سی پخش شد.

## خلاصه داستان
این فیلم درباره دختر ۲۴ ساله‌ای به نام گو یون چان است که ظاهری پسرانه دارد و بیشتر مردم فکر می‌کنند او پسر است. یون چان مجبور است ۲۴ ساعت روز را کار کند و برایش اهمیتی ندارد که چه کاری انجام می‌دهد. او پیک موتوری می‌شود، در باشگاه تکواندو درس می‌دهد، شیر پخش می‌کند، عروسک می‌سازد و....
گو یون چان چند بار به طور اتفاقی با پسری به نام چوی هان کیول برخورد می‌کند. هان کیول پسری از خانواده‌ای ثروتمند است. خانواده هان کیول اصرار زیادی به ازدواج او دارند و برای او قرار ملاقات با دخترهای مختلف را ترتیب می‌دهند. اما خود هان کیول مایل به ازدواج نیست و از آنجایی که او نیز مثل سایر مردم فکر می‌کند یون چان پسر است از او می‌خواهد تا نقش دوست پسر همجنس. گرایش را بازی کند تا از زیر ازدواج قصر در رود.
بعد از مدتی هان کیول کافه پرنس مادربزرگش را افتتاح می‌کند و چون فقط پسرهای خوش تیپ را استخدام می‌کند یون چان باز هم وانمود می‌کند پسر است تا استخدام شود. و با اینکه هان کیول نمی‌داند که یون چان دختر است، این دو کم کم به هم علاقه‌مند می‌شوند.